# Клёцки

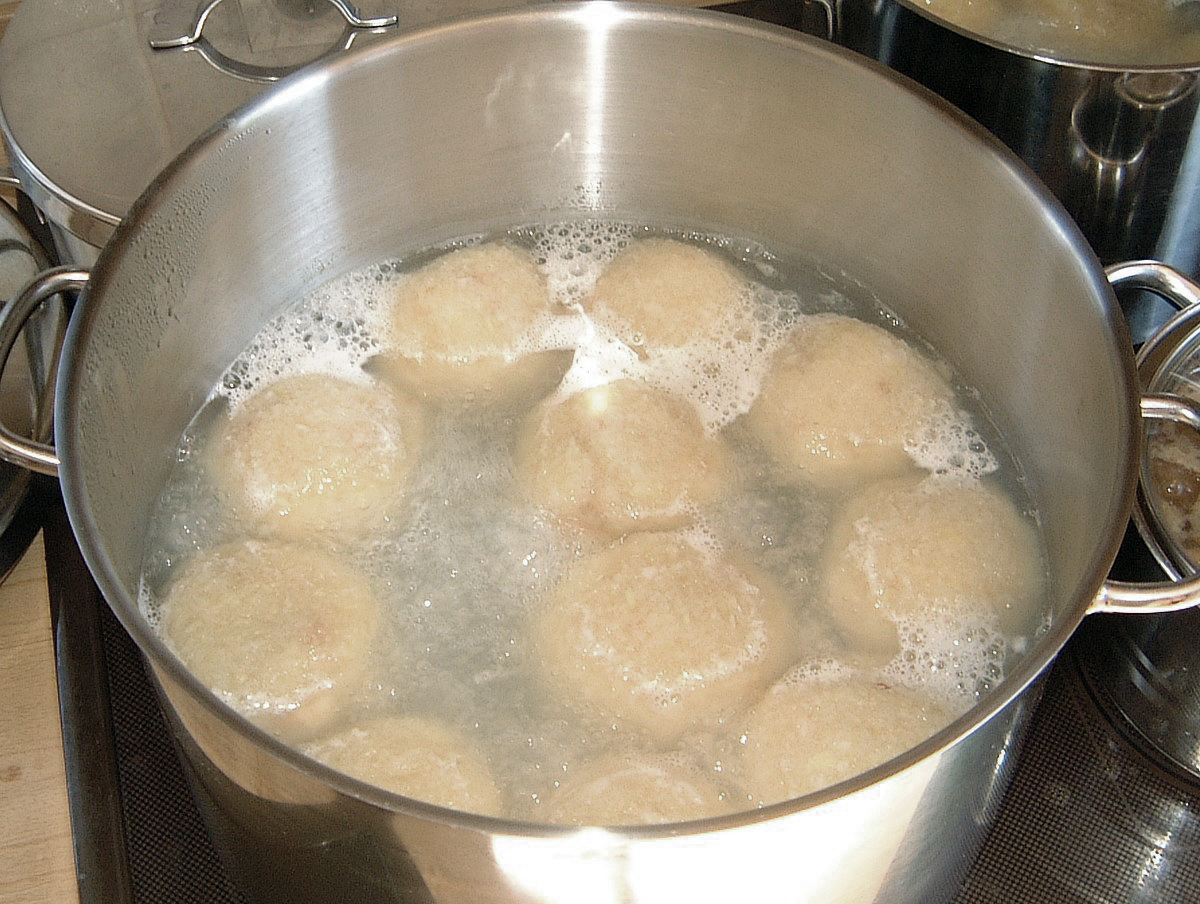
Баварские картофельные клёцки во время приготовления

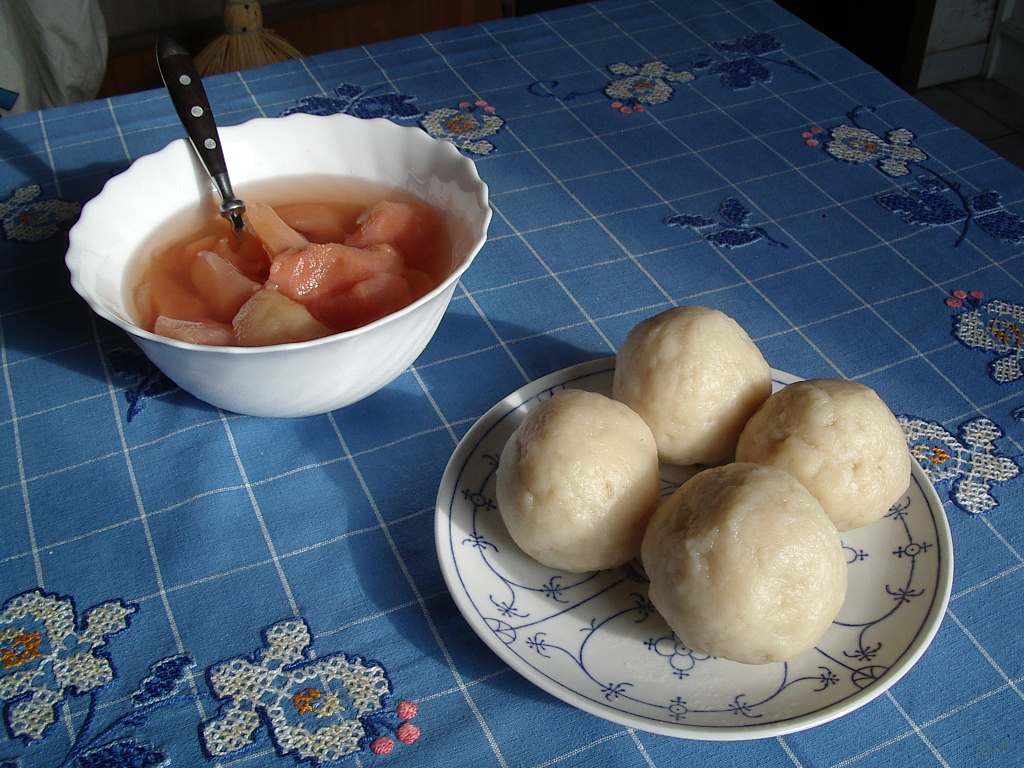
Северогерманские мучные клёцки к компоту

Клёцки (из ср.-в.-нем. klōʒ «ком» через пол. kloski), также кне́ли (нем. Knödel) — европейское блюдо, состоящее, как правило, из муки и яйца. Обычно добавляются в суп или подаются к нему, но могут подаваться и как отдельное (второе) блюдо или как мучная составляющая к десерту.
Китайские клёцки также делаются с мясной начинкой. В Беларуси и Германии известны картофельные клёцки.

## Особенности приготовления
Для всех видов клёцек требуются мука или мелкая крупа зерновых, пюре овощей, содержащих крахмал (картофель, батат и др.), или хлеб; яйцо, небольшое количество жирной жидкости: молока, сливок, растопленного масла. Необязательные добавки — это соль, сахар, пряности.
Все компоненты смешивают и отваривают в кипящей подсолённой воде. Клёцки могут быть разного размера: с мяч для пинг-понга в случае магазинных, с теннисный мяч в случае ушачских и с котлету в случае с польскими. Варят в кастрюле, до всплытия (маленькие) и до 15 минут после всплытия (большие с начинкой из сырого мяса). Отваренные клёцки складывают в смазанную маслом посуду, поливают жиром, могут подавать со шкварками.

## В кухне различных стран
Клёцки существуют в австрийской, немецкой, итальянской, финской, эстонской, латышской, еврейской (кнейдл), русской, белорусской, украинской, чешской (кнедлики), польской, узбекской, каракалпакской, татарской, башкирской, чувашской, марийской (лашка), мордовской, чеченской (жижиг-галнаш) и других кухнях. В тех или иных вариациях клёцки также присутствуют в канадской, норвежской и словенской кухнях. В литовской кухне существуют картофельные клёцки (кукуляй).